# Mitro Repo
Mitro Repo (født 3. september 1958) var 2009–2014 finsk medlem af Europa-Parlamentet, valgt for Finlands Socialdemokratiske Parti (indgår i parlamentsgruppen S&D).